# Клуге, Константин
Константи́н Клу́ге (фр. Constantine Kluge; 1912—2003) — французский художник русского происхождения, автор нескольких книг, архитектор.

## Биография
Одну из своих книг К. Клуге назвал «Записки русского художника, выросшего в Китае, окончившего Парижскую академию искусств, работавшего в Шанхае, Гонконге, Чикаго, Нью-Йорке и Париже, история его творческого пути и философских исканий». Одной фразой, в сжатой форме,  автор составил биографию большей части своей жизни.
Константин Константинович Клуге родился 29 января 1912 года в Риге. Его дед по отцу, И. И. Клуге, был осевший в России Hans Kluge, выходец из Пруссии. Женившись на девице из благородной семьи Овчинниковых и занявшись виноделием, И. И. Клуге обрёл в России вторую родину. Первый ребёнок в семье И. И. Клуге — Константин Иванович Клуге (офицер Российской армии, георгиевский кавалер, участник Первой мировой войны и Гражданской войны в России) — стал отцом художника.
М. Герман о своём дяде: 

Мой дядюшка Константин Клуге был человеком пылким, восторженным, хотел говорить со мной о Боге и Юрии Германе...

## Творчество
Творчество Константина Клуге отображено в его картинах и книгах. Большая часть творческого наследия относится к сфере живописи. Литературное наследие Клуге не столь велико, но столь же значимо, как и его живопись.

### Клуге-художник
В автобиографической книге «Соль земли» Клуге так характеризует своё отношение к живописи: «Что же касается моей живописи, то, какие бы ни появлялись увлечения на моём пути, я ни разу за прошедшие полвека ей не изменял. Работа красками уводит меня в мир иной — в мир подсознательного творчества». Это отношение оставалось неизменным на протяжении всей жизни художника.

### Литературное творчество
По свидетельству самого Клуге, настойчивая потребность ежедневно излагать на бумаге свои мысли и воспоминания появилась с момента смерти в 1967 году двоюродного брата художника Ю. Германа.  С тех пор это сделалось постоянным и необходимым занятием. Позже эти записи послужили материалом для двух автобиографических книг («Соль земли» и «Konstantin Kluge»). Но к литературному труду Клуге приобщился задолго до этого. Связано это было с увлечением, ещё с Гонконга, проблемами христианской теологии, исследованием книг Библии (прежде всего книг Нового Завета). Литературным плодом этого стала первая книга Клуге − «Анализ Нового завета» («Коммунизм Христа»). В книге утверждается, что учение Христа (подменяемое в христианском мире, по мнению автора, учением ап. Павла) ведёт к альтруизму, что неприемлемо для капиталистического мира, в котором исповедуется эгоизм и любовь к наживе вместо любви к ближнему.

## Хронология
1912            — родился в Риге, Российская империя

1914            — переезд семьи в Гатчину

1915            — семья покидает Гатчину

1915 - 1920 — годы скитаний семьи (германская война, революция, гражданская война)

1920, апрель    — приезд семьи в Харбин (Маньчжурия)

1920 - 1922 — семья живёт в Иманьпо (близ Харбина)

1922, июль      — смерть Л. К. Клуге (матери К. Клуге)  

1923, лето      — отец (К. И. Клуге) женился на княжне Н. Н. Кекуатовой; переезд семьи в Шанхай

1923 - 1930 — учёба во французском колледже в Шанхае; учится рисунку у В. С. Подгурского 

1931, июнь      — К. Клуге отбывает на учёбу во Францию

1931 - 1937 — годы учёбы в Академии

1936            — брак К. Клуге с Т. Липхарт

1937, ноябрь    — заканчивает учёбу; получает диплом Академии

1938            — возвращение в Шанхай

1942            — знакомство с Тейяром де Шарденом

1959            — опубликована книга «Коммунизм Христа» («Анализ Нового завета»)

1959, декабрь   — венчание К. Клуге и Марии 

1964            — принял французское гражданство

1974            — развод с Марией Клуге (Старр)

1977            — брак с Сюзаной

1990            — Миттеран присваивает К. Клуге звание кавалера ордена Почётного легиона

2003            — смерть Константина Клуге, последовавшая на 91-м году жизни

## Книги
- Коммунизм Христа. М.: Искусство, 1992.
- Соль земли. М.: Искусство, 1992.
- Вино молодое. СПб.: Гуманитарный союз, 1999.